# Justicia loheri
Justicia loheri är en akantusväxtart som beskrevs av C. B. Cl.. Justicia loheri ingår i släktet Justicia och familjen akantusväxter. Inga underarter finns listade i Catalogue of Life.